# Ronde van Frankrijk 2022/Tweede etappe
De tweede etappe van de Ronde van Frankrijk 2022 werd verreden op 2 juli met start in Roskilde en finish in Nyborg. Het betrof een vlakke etappe over 202,2 kilometer.

## Koersverloop
De koers verliep heel nerveus vanwege de kans op waaiers gedurende de etappe, ondanks dat vooraf al bekend was dat de wind niet gunstig daarvoor zou staan. Er ontstond een kleine kopgroep met daarin de thuisrijder Magnus Cort, de Noor Sven Erik Bystrøm en de Fransen Cyril Barthe en Pierre Rolland. Zij kregen een maximale voorsprong van drie minuten die onder controle werden gehouden door de sprintersploegen. Cort kwam op de beklimmingen als eerste boven en pakte daarmee de bolletjestrui. Hij wist daarmee zelfs de Fransen te lossen op de eerste beklimming. Toen Cort de bergtrui binnen had, vond hij het wel welletjes en liet zich terugzakken, waarna Bystrøm nog even doorreed om het rode rugnummer veilig te stellen. Op ruim dertig kilometer werd ook de Noor teruggepakt.
In de finale moest het peloton nog over de Grote Beltbrug. Op de brug kwamen een aantal renners, waaronder geletruidrager Yves Lampaert en Rigoberto Urán ten val, maar na een inspanning kon iedereen weer terugkeren in het peloton. Het draaide uiteindelijk uit op een massasprint. In de slotkilometers werd er weer gevallen, maar dat leverde zoals altijd geen tijdsverschillen op, omdat dit in de laatste 3km was. In de sprint had Fabio Jakobsen in de laatste meters nog een machtige versnelling in huis en won zijn eerste etappe in een Grote Ronde voor Wout van Aert en de Deen Mads Pedersen. Van Aert nam dankzij de bonificatieseconden de gele trui over van Lampaert.

## Uitslag
| Roskilde – Nyborg (202,2 km) |                   |                         |          |
| Plaats                       | Naam              | Ploeg                   | Tijd     |
| 1                            | Fabio Jakobsen    | Quick Step-Alpha Vinyl  | 4u34'34" |
| 2                            | Wout van Aert     | Team Jumbo-Visma        | z.t.     |
| 3                            | Mads Pedersen     | Trek-Segafredo          | z.t.     |
| 4                            | Danny van Poppel  | BORA-hansgrohe          | z.t.     |
| 5                            | Jasper Philipsen  | Alpecin-Deceuninck      | z.t.     |
| 6                            | Peter Sagan       | TotalEnergies           | z.t.     |
| 7                            | Jérémy Lecroq     | B&B Hotels-KTM          | z.t.     |
| 8                            | Dylan Groenewegen | Team BikeExchange Jayco | z.t.     |
| 9                            | Luca Mozzato      | B&B Hotels-KTM          | z.t.     |
| 10                           | Hugo Hofstetter   | Arkéa Samsic            | z.t.     |

| Algemeen klassement |                      |                        |          |
| Plaats              | Naam                 | Ploeg                  | Tijd     |
| Gele trui           | Wout van Aert        | Team Jumbo-Visma       | 4u49'50" |
| 2                   | Yves Lampaert        | Quick Step-Alpha Vinyl | + 1"     |
| 3                   | Tadej Pogačar        | UAE Team Emirates      | + 8"     |
| 4                   | Filippo Ganna        | INEOS Grenadiers       | + 11"    |
| 5                   | Mads Pedersen        | Trek-Segafredo         | + 12"    |
| 6                   | Mathieu van der Poel | Alpecin-Deceuninck     | + 14"    |
| 7                   | Jonas Vingegaard     | Team Jumbo-Visma       | + 16"    |
| 8                   | Primož Roglič        | Team Jumbo-Visma       | + 17"    |
| 9                   | Bauke Mollema        | Trek-Segafredo         | + 18"    |
| 10                  | Dylan Teuns          | Bahrain-Victorious     | + 21"    |

1e etappe ·
2e etappe ·
3e etappe ·
4e etappe ·
5e etappe ·
6e etappe ·
7e etappe ·
8e etappe ·
9e etappe ·
10e etappe ·
11e etappe ·
12e etappe ·
13e etappe ·
14e etappe ·
15e etappe ·
16e etappe ·
17e etappe ·
18e etappe ·
19e etappe ·
20e etappe ·
21e etappe
Startlijst · Eindstanden · Afbeeldingen